# Граф де Санта-Гадеа

Герб муниципалитета Санта-Гадеа-дель-Сид, провинция Бургос, автономное сообщество Кастилия и Леон.

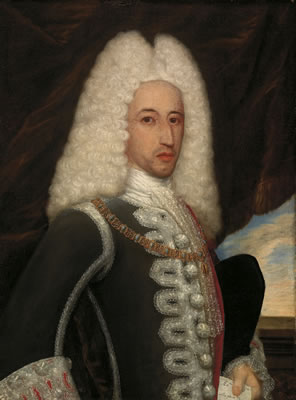
Николас Фернандес де Кордова и де ла Серда (1682—1739), 10-й герцог де Мединасели, 9-й герцог де Ферия, 10-й герцог де Сегорбе, 10-й граф де Санта-Гадеа (1711—1739)

Граф де Санта-Гадеа — испанский дворянский титул. Он был создан 29 января 1587 года королем Испании Филиппом II для известного флотоводца Мартина де Падильи и Манрике
(1540—1602), сеньора де Санта-Гадеа.
Род Падилья берет своё название от города Падилья-де-Абахо (Бургос). Также этому роду принадлежали поместья Падилья-де-Арриба, Корунья-дель-Конде и Калатаньясор, а также Санта-Гадеа-дель-Сид. Кроме того, с XV века дом Падилья стал носить титул аделантадо Кастилии.
Название графского титула происходит от названия муниципалитета Санта-Гадеа-дель-Сид, провинция Бургос, автономное сообщество Кастилия и Леон.

## Список графов де Санта-Гадеа
|                                                         | Титул | Период                                                  |
| Креация создана королем Испании Филиппом II в 1587 году | Креация создана королем Испании Филиппом II в 1587 году | Креация создана королем Испании Филиппом II в 1587 году |
| ------------------------------------------------------- | --- | ------------------------------------------------------- |
| I                                                       | Мартин де Падилья и Манрике (1540—1602), сын Антонио Манрике де Лара, аделантадо Кастилии (? — 1556), и Луизы де Падилья Энрикес, сеньоры де Санта-Гадеа | 1587-1602                                               |
| II                                                      | Хуан де Падилья и Акунья (? — 1606), старший сын предыдущего и Луизы де Падилья и Акунья (? — 1614) | 1602-1606                                               |
| III                                                     | Эухенио де Падилья и Манрике (? — 1622), младший брат предыдущего | 1606-1622                                               |
| Дом Сандоваль и Рохас, герцоги де Лерма и Уседа         | |                                                         |
| IV                                                      | Кристобаль Гомес де Сандоваль и Рохас (ок. 1581—1624), 1-й герцог де Уседа, сын Франсиско де Сандоваля и Рохаса, 1-го герцога дле Лерма. Был женат на Марии де Падилья Манрике, сестре 2-го и 3-го графов де Санта-Гадеа | 1622-1624                                               |
| V                                                       | Франсиско Гомес де Сандоваль и Рохас (1598—1635), сын предыдущего и Марианны Манрике де Падилья и Акунья (? — 1611) | 1625-1635                                               |
| VI                                                      | Марианна Гомес де Сандоваль и Энрикес де Кабрера (1614—1651), дочь предыдущего и Феличе Энрикес де Кабрера и Колонна (1594—1676) | 1635-1651                                               |
| VII                                                     | Амбросио де Арагон и Сандоваль (1650—1659), 4-й герцог де Лерма, младший сын предыдущей и Луиса Рамона де Арагона Фолька де Кардона и Кордова, 6-го герцога де Сегорбе (1608—1670) | 1651-1659                                               |
| VIII                                                    | Каталина Антония де Арагон и Сандоваль (1635—1697), 9-я герцогиня де Сегорбе, старшая сестра предыдущего | 1660-1668                                               |
| Дом герцогов де Мединасели                              | |                                                         |
| IX                                                      | Луис Франсиско де ла Серда и Арагон (1660—1711), сын предыдущей и Хуана Франсиско де ла Серды Энрикеса де Риберы, 8-го герцога де Мединасели (1637—1691) | 1668-1711                                               |
| X                                                       | Николас Фернандес де Кордоба и де ла Серда (1682—1739), племянник предыдущего, сын Луиса Маурисио Фернандеса де Кордовы и Фигероа, 7-го маркиза де Прьего (1650—1690), и Феличе Марии де ла Серда и Арагон (1657—1709) | 1711-1739                                               |
| XI                                                      | Луис Фернандес де Кордоба и Спинола (1704—1768), старший сын предыдущего и Херонимы Марии Спинола де ла Серда (1687—1757) | 1739—1768                                               |
| XII                                                     | Педро де Алькантара Фернандес де Кордова Фигероа де ла Серда и Монкада (1730—1789), старший сын предыдущего и Марии Терезы де Монкада и Бенавидес, 7-й маркизы де Айтона (1707—1756) | 1768-1789                                               |
| XIII                                                    | Луис Мария Фернандес де Кордова и Гонзага (1749—1806), старший сын предыдущего и Марии Франсиски Хавьеры Гонзага и Караччиоло (1731—1757) | 1789 — 1806                                             |
| XIV                                                     | Луис Хоакин Фернандес де Кордова и Бенавидес (1780—1840), старший сын предыдущего и Хоакины Марии де Бенавидес и Пачеко, 3-й герцогини де Сантистебан-дель-Пуэрто (1746—1805) | 1806-1840                                               |
| XV                                                      | Луис Томас Фернандес де Кордова и Понсе де Леон (1813—1873), старший сын предыдущего и Марии де ла Консепсьон Понсе де Леон и Карвахаль (1783—1856) | 1840-1873                                               |
| XVI                                                     | Луис Мария Фернандес де Кордова и Перес де Баррадас (1851—1879), старший сын предыдущего и Анхелы Аполонии Перес де Баррадас и Бернуй, 1-й герцогини де Дения и Тарифа (1827—1903) | 1873-1879                                               |
| XXVII                                                   | Луис Хесус Фернандес де Кордова и Салаберт (1880—1956), единственный сын предыдущего и Касильды Ремигии де Салаберт и Артеага, 9-й маркизы де ла Торресилья (1858—1936) | 1880-1956                                               |
| XVIII                                                   | Виктория Евгения Фернандес де Кордова и Фернандес де Энестроса (1917—2013), старшая дочь предыдущего и его первой жены, Анны Марии Фернандес де Энестроса и Гайосо де лос Кобос (1879—1938) | 1956-2013                                               |
| XIX                                                     | Виктория Елизавета де Гогенлоэ-Лангенбург и Шмидт-Полекс (род. 1997), единственная дочь принца Марко Гогенлоэ-Лангенбурга (1962—2016), и Сандры Шмидт-Полекс (род. 1968), внучка принца Макса фон Гогенлоэ-Лангенбурга (1931—1994), и Анны Луизы де Медина и Фернандес де Кордовы, 13-й маркизы де Наваэрмоса и 9-й графини де Офалия (1940—2012), единственной дочери Виктории Евгении Фернандес де Кордовы, 18-й герцогини де Мединасели (1917—2013). | 2018 — настоящее время                                  |